# Pedro Carbonell
 (mai 2012).
Pour les articles homonymes, voir Carbonell.
Pedro Carbonell, né le 12 janvier 1969 à Palma de Majorque dans les îles Baléares, est un plongeur. Il est issu d'une famille de pêcheurs sous-marins. Son oncle était champion du monde de la discipline et son père passe de nombreuses heures à pêcher. Pedro pratique la pêche depuis l'âge de huit ans. 
« Quand j'étais jeune, je ne la pratiquais que l'été, puis vers 13 ans, j'ai commencé à me mettre à l'eau l'hiver aussi, depuis je n'arrête plus » (Citation de Pedro Carbonell).
Son père était patronnier, c'est lui qui lui a fabriqué sa première combinaison.
Pedro Carbonell est aujourd'hui le père de deux enfants nés en 1999 et 2002. Il a arrêté sa carrière internationale en 2011, pour ne plus se consacrer qu'aux compétitions régionales ou locales. 

## Palmarès

### En individuel
- 3 fois champion du monde
- 3 fois champion d'Europe
- 8 fois champion d'Espagne

### En équipe
- 5 fois champion du monde
- 5 fois champion d'Europe

## Figure emblématique de la marque Beuchat

### Beuchat et Pedro Carbonell
En 2012, cela fait près de vingt ans que Pedro Carbonell entretient une relation privilégiée avec le fabricant historique de matériel de pêche sous-marine Beuchat. C'est en 1992 que Pedro Carbonell reçoit un coup de téléphone à trois heures du matin de la part de Beuchat. La marque lui demande de faire partie de son équipe, et lui propose de prendre en charge sa distribution en Espagne.

### Une histoire qui continue
Aujourd'hui, Pedro Carbonell représente toujours la marque Beuchat. Il participe activement en partenariat avec le secteur recherche et développement à la conception des nouveaux produits des gammes chasses. 
Le champion réalise aussi en collaboration avec l'équipe Beuchat, le Pedro Carbonell Tour. Cet évènement international lancé en 2011 réunit de nombreux passionnés de chasse sous-marine. Il a eu lieu en Nouvelle-Zélande, en Australie et en France.
Pedro Carbonell va à la rencontre de ses fans pour partager avec eux de nombreux moments de convivialités.

### Sources
- L'interview de Pedro Carbonell réalisée par l'équipe technique de Beuchat
- Parution du Pedro Carbonell Tour dans PSM café
- Article dans Plongée Mag
- Pedro Carbonell arrête la compétition Internationale
- (es) Miguel Vidal, « Campeones del mundo mallorquines », sur www.mvidal.es (consulté le 25 novembre 2014) [PDF]